# 德國福音派教會
德国福音派教会（德語：Deutsche Evangelische Kirche）是1933年至1945年间的德國教會，是之前德国福音派教会联合会的继承者。
德意志基督徒，一个反犹主义和种族主义的压力团体和教會團體（Kirchenpartei），在福音派教会的董事会中获得了大量的权力，以至於能够在1933年的教会选举中将路德维希·穆勒任命为帝國主教（Reichsbischof）。德国福音派教会联合会随后更名为德国福音派教会。1934年，德国福音派教会遭受了争议和内部斗争，导致成员教会要么分离，要么重组为由德国基督徒领导的教区，成为一个与整个纳粹德国的纳粹意识形态兼容的单一、统一的帝国教会。
1935年，在争议和教会斗争之后，教会事务部罢免了路德维希·穆勒并设立了一个由威廉·佐尔纳（Wilhelm Zoellner）领导的委员会来领导联邦。结果，随着一些离开的成员教会重新加入，德国福音派教会重新获得了部分支持。1936年，佐尔纳委员会谴责德意志基督徒，并越来越倾向于认信教会及其立场。1937年，纳粹取消了佐尔纳委员会，并重新将德国基督徒重新置于领导地位。1937-1945年，德国福音派教会由德国基督徒和事工控制。它不再被视为阿道夫·希特勒的教会斗争（Kirchenkampf）的主题。1945年战争结束后正式解散。1948年由德国的福音派教会继承。